# Bégard
Bégard (en bretó Bear) és un municipi francès, situat a la regió de Bretanya, al departament de Costes del Nord. L'any 1999 tenia 4.474 habitants. El 26 d'octubre de 2004 el consell municipal va aprovar la carta Ya d'ar brezhoneg. A l'inici del curs 2007 el 4,5% dels alumnes del municipi eren matriculats a la primària bilingüe.

## Demografia
| 1962                                       | 1968  | 1975  | 1982  | 1990  | 1999  |
| ------------------------------------------ | ----- | ----- | ----- | ----- | ----- |
| 4.719                                      | 4.976 | 5.152 | 5.180 | 4.906 | 4.474 |
| Des de 1962: població sense dobles comptes |       |       |       |       |       |

## Administració
| Període   | Identitat      | Partit |
| --------- | -------------- | ------ |
| 2001-2008 | Noël Bernard   | PCF    |
| 2008-     | Gérard Le Caer | PCF    |

## Agermanaments
- Saint-Asaph